# Country Liberal Party
Country Liberal Party (CLP, Wiejska Partia Liberalna) – australijska partia polityczna o profilu konserwatywnym, działająca wyłącznie w Terytorium Północnym. Jest afiliowana równocześnie przy dwóch partiach federalnych: Narodowej Partii Australii (NPA) oraz Liberalnej Partii Australii (LPA).
Na szczeblu terytorialnym jest jedną z dwóch głównych partii (obok miejscowego oddziału Australijskiej Partii Pracy) i obecnie stanowi trzon opozycji w Zgromadzeniu Ustawodawczym. Wcześniej, w latach 1978-2001, była partią rządzącą.  CLP bierze także udział w wyborach federalnych, wystawiając jednak kandydatów wyłącznie w okręgach leżących w Terytorium. W obecnej kadencji paramentu federalnego (2010-13) posiada po jednym mandacie w każdej z izb. Jej członkowie należą tam do frakcji NPA. Senator Nigel Scullion, będąc członkiem CLP, pełni równocześnie funkcję zastępcy federalnego lidera NPA.
Partia powstała w 1974 roku, po uzyskaniu przez Terytorium Północne samorządu i utworzeniu pierwszego parlamentu. W jej skład weszły działające w Terytorium struktury LPA i NPA, które postanowiły stworzyć wspólne ugrupowanie.

## Liderzy
1. 1974-77: Goff Letts
2. 1974-84: Paul Everingham
3. 1984-86: Ian Tuxworth
4. 1986-88: Stephen Hatton
5. 1988-95: Marshall Perron
6. 1995-99: Shane Stone
7. 1999-2003: Denis Burke
8. 2003-05: Terry Mills
9. 2005: Denis Burke
10. 2005-08: Jodeen Carney
11. 2008-2012: Terry Mills
12. od 2012: Adam Giles